# Angelo Morbelli
Angelo Morbelli (18. Juli 1853 in Alessandria – 7. November 1919 in Mailand) war ein italienischer Maler. Er gilt als sozialkritischer Vertreter des Divisionismus, einer postimpressionistischen Strömung.

## Leben und Wirken
Morbelli war der Sohn des Weingutbesitzers Giovanni Morbelli und dessen Frau Giovannina (geborene Ferraris). Er zeigte als Kind eine ausgeprägte musikalische Neigung, der sich jedoch nicht widmen konnte, da er im Alter von sieben Jahren an einem fortschreitenden Gehörschaden litt. Daher schickten ihn die Eltern zu einem örtlichen Maler in die Ausbildung, um dort das Zeichnen zu erlernen. Später studierte er an der Accademia di Belle Arti di Brera bei G. Bertini und Raffaele Casnedi. Er malte zumeist Landschaften und Szenen aus dem Volksleben, die vom sozialistischen und humanitären Idealen inspiriert waren. Dabei zeigte er ein besonderes Interesse für die Wiedergabe von Lichteffekten. Er wurde durch Giovanni Segantini inspiriert und war mit Giuseppe Pellizza da Volpedo befreundet.
Bekannt sind seine Gemälde aus dem Pio Albergo Trivulzio, einem Hospiz für alte Menschen in Mailand. Das Gemälde Festtag im Hospiz Trivulzio in Mailand (1892) hängt im Musée d’Orsay von Paris. Morbellis Gemälde erzielten bei Aktionen in den 2010er Jahren Preise im Regelfall zwischen 50.000 und 200.000 Euro, in wenigen Fällen auch deutlich mehr.

Pio Albergo Trivulzio
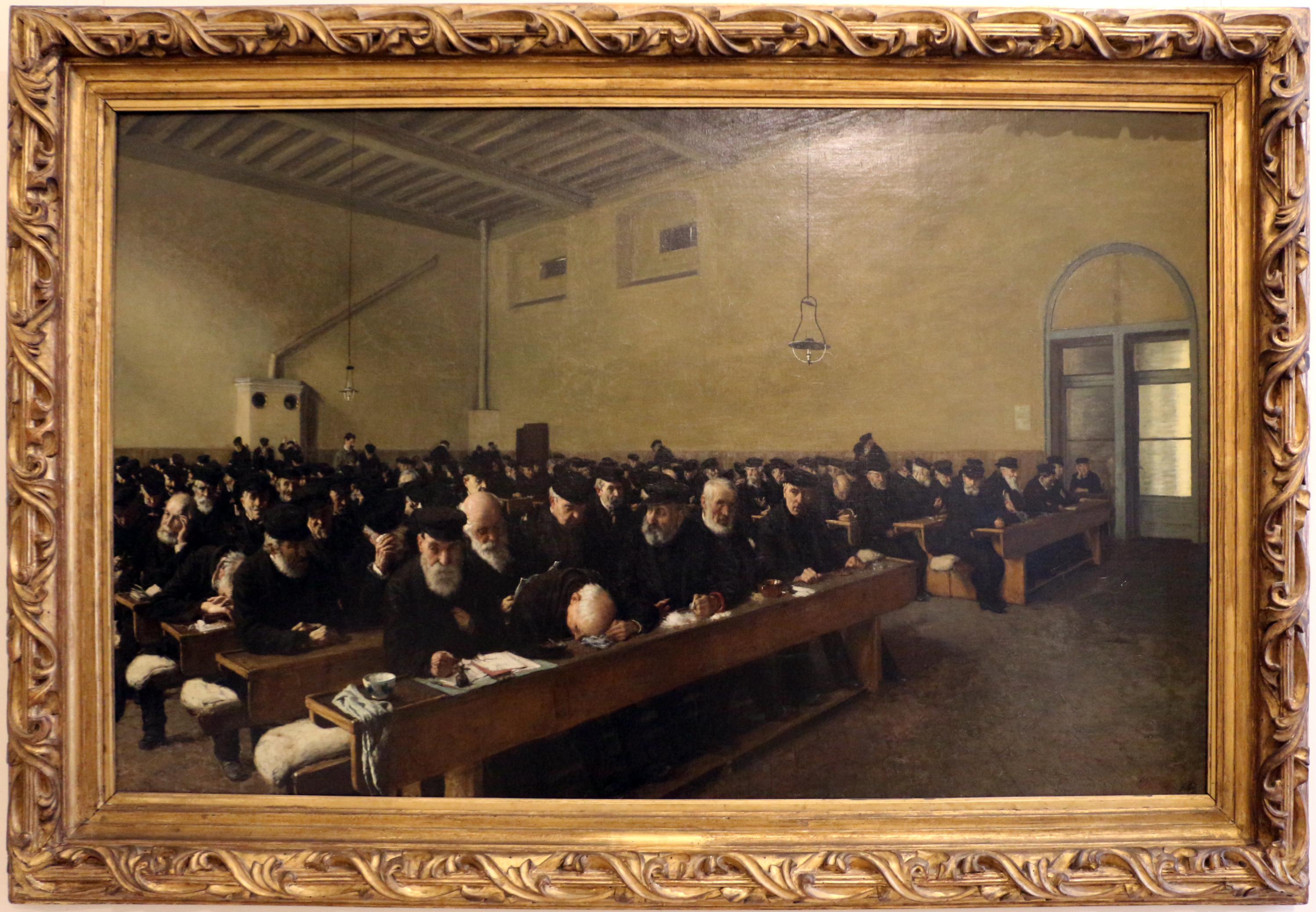
Letzte Tage
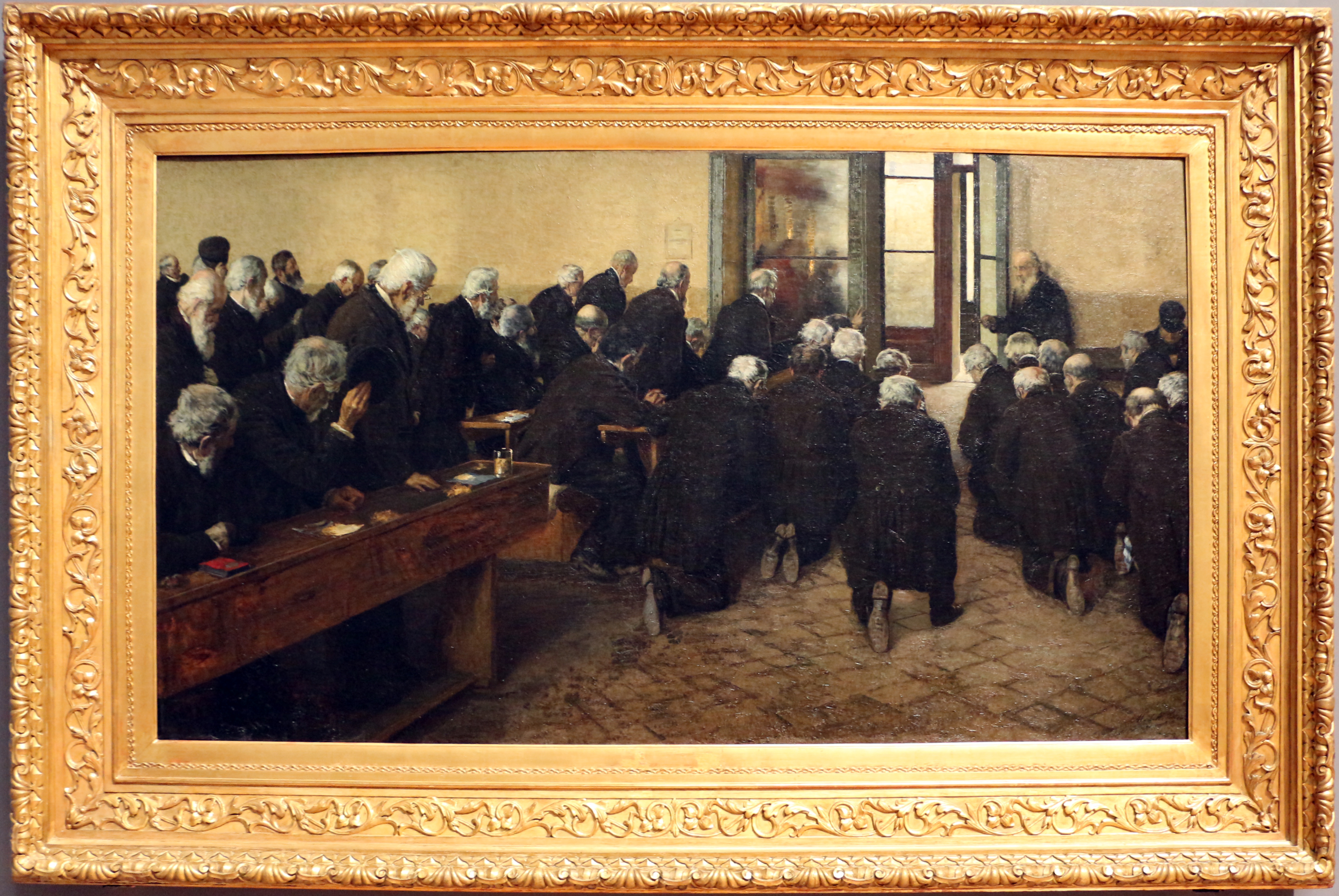
Sterbesakramente
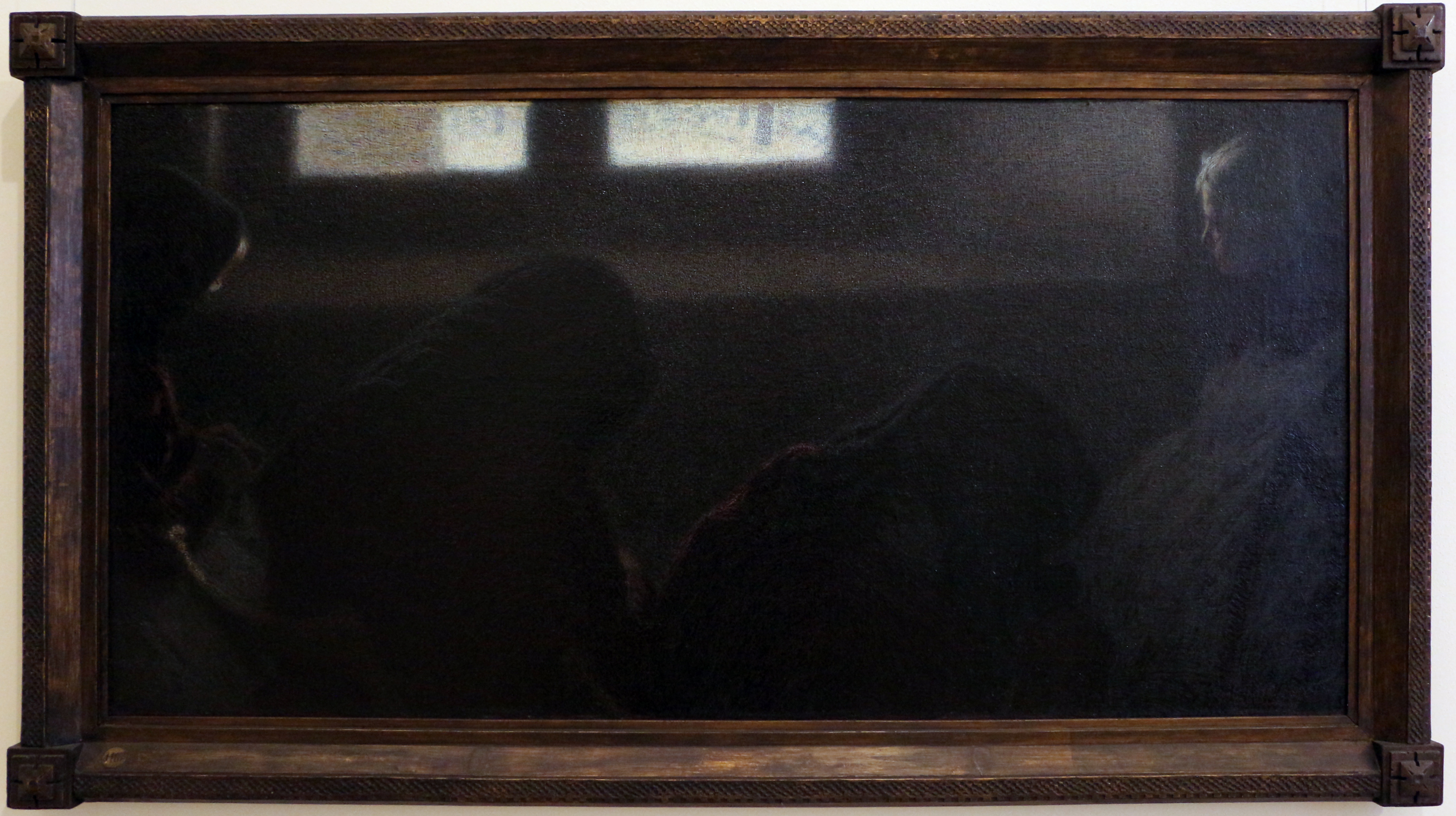
Winter im Hospiz

Weitere Sujets
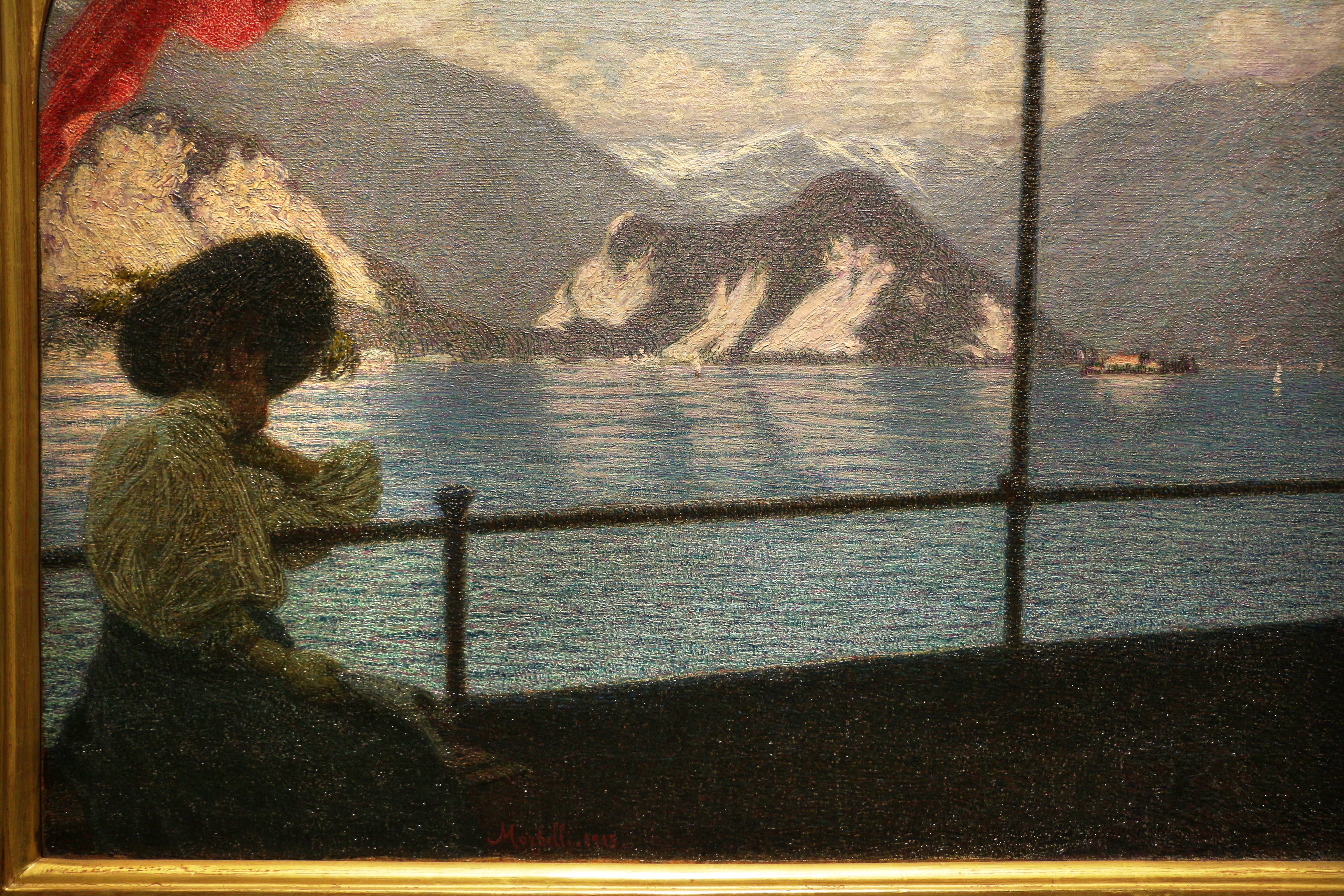
Lago Maggiore
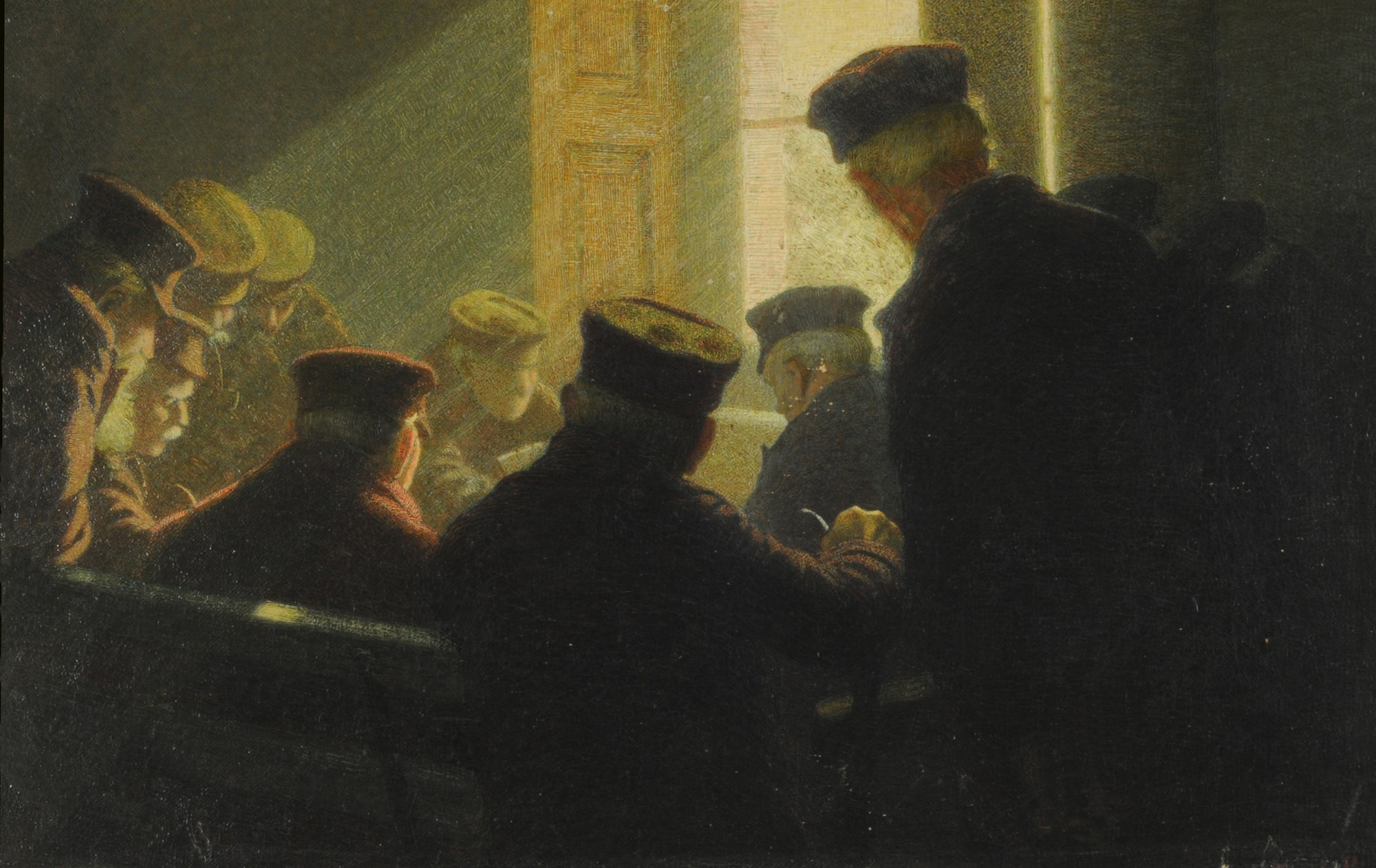
Interessante Partie
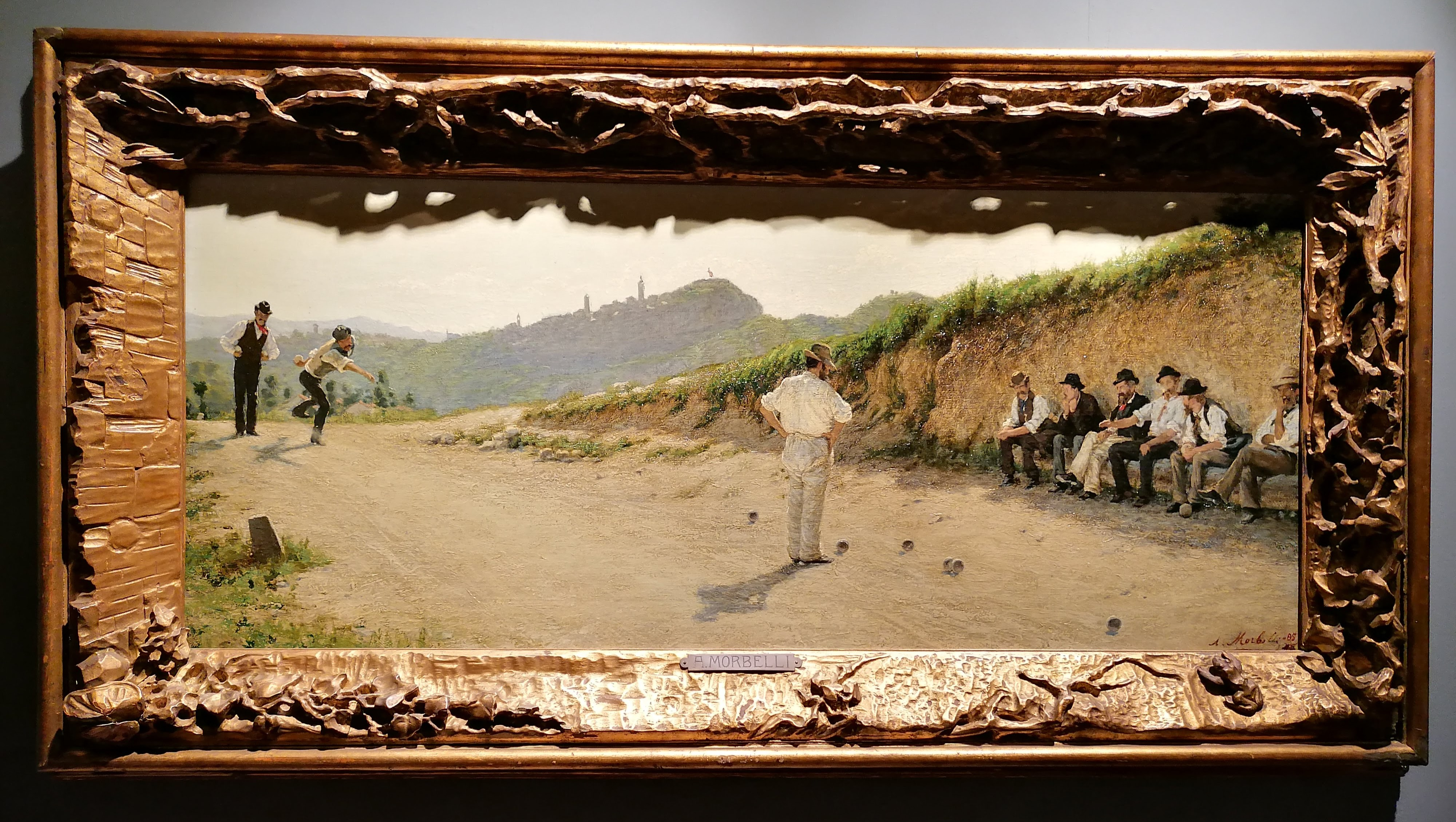
Boccia spielen
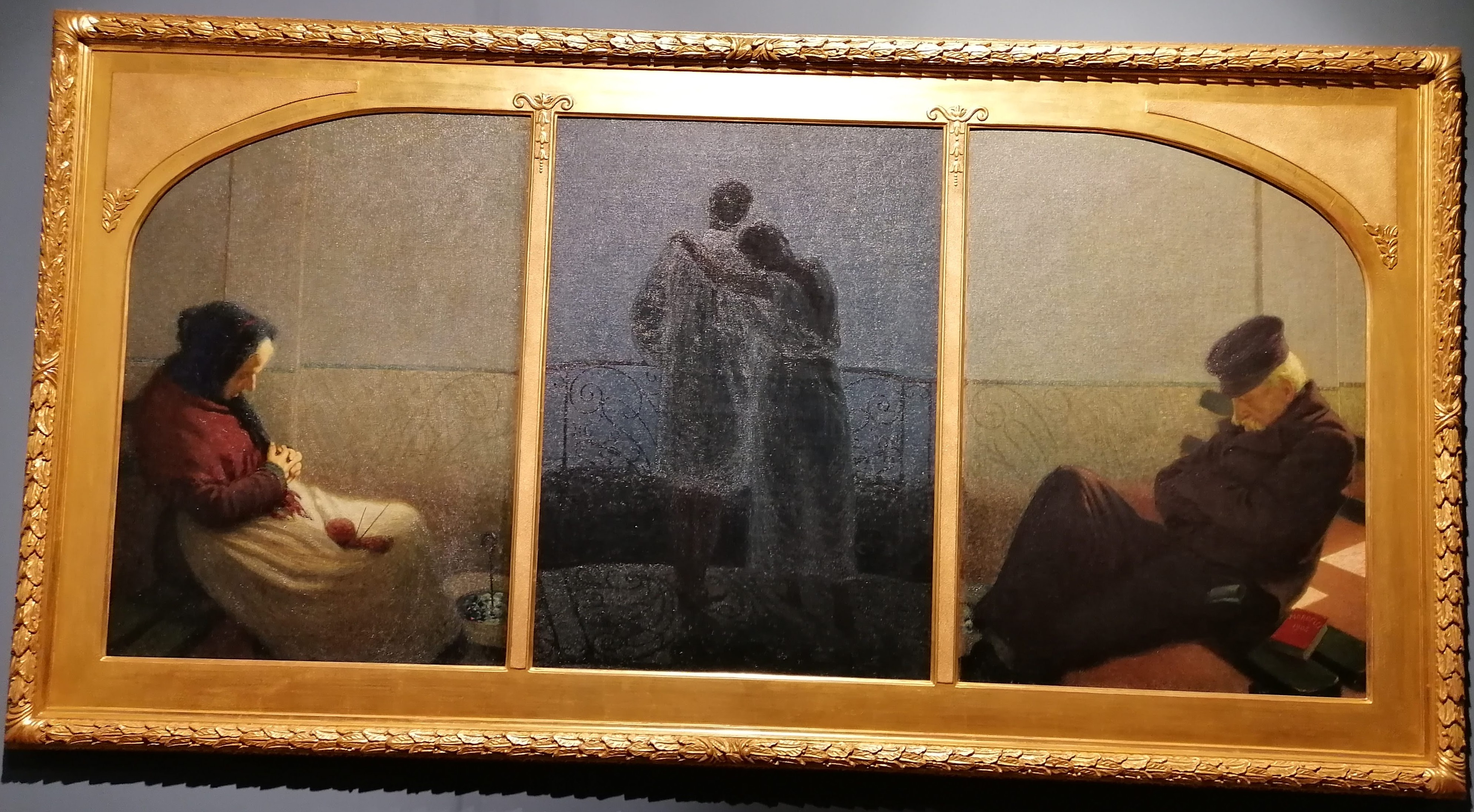
Traum und Wirklichkeit
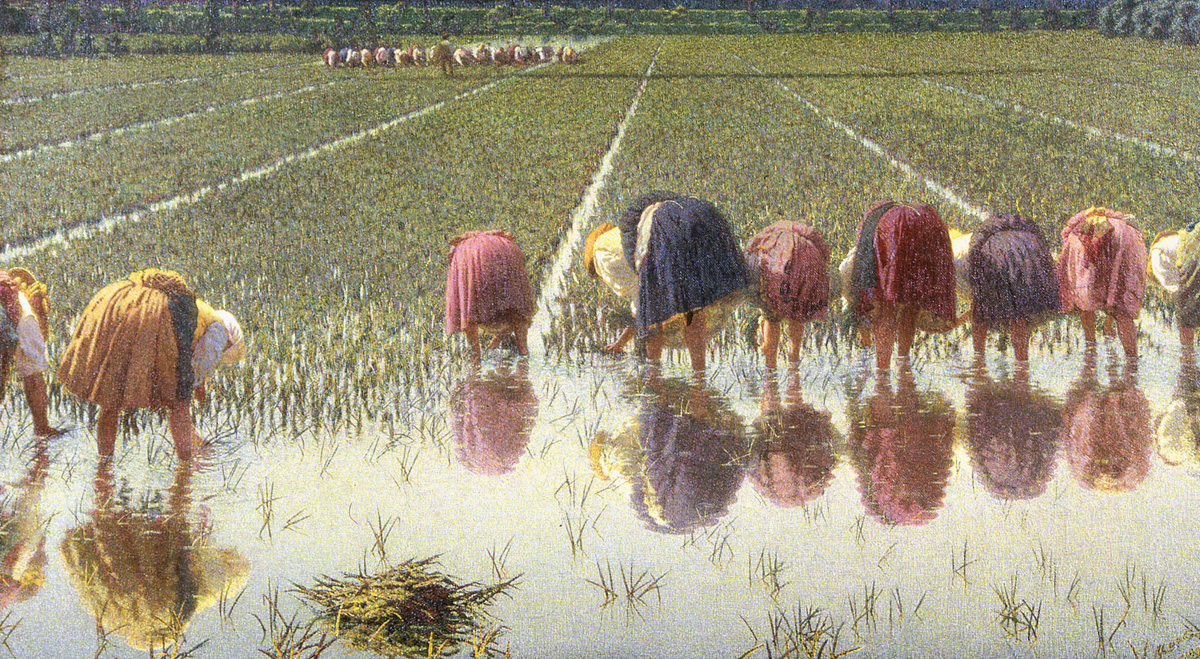
Für achtzig Cent